# Sztratonikeiai Métrodórosz
Sztratonikeiai Métrodórosz (Kr. e. 2. század) görög filozófus.
A káriai Sztratonikeiából származott, tanítómestere Karneadész volt. Először Epikurosz iskoláját követte, de azután az új athéni Akadémia híve lett. Cicero nem kifejezetten tartotta megbízható forrásnak, kijelentette, hogy Klitomakhosznak inkább hisz Karneadész tanainak magyarázatára nézve. Philodémosz nagy dicsérettel említi, ami egy apostatával szemben, aki elhagyta Epikurosz iskoláját azt bizonyítja, hogy értékes ember volt. Említést tesz róla Diogenész Laertiosz is.